# Jacques Marie Blaise de Segond de Sederon
Jacques Marie Blaise Segond de Sederon, dit le Général, né le 3 février 1758 à Le Beausset (Var), mort le 24 août 1832 à Le Beausset (Var), est un général de brigade de la Révolution française.

## Biographie
Jacques Marie Blaise Segond naît le 3 février 1758 au Beausset, en Provence. Il est le fils de Joseph Segond et de son épouse, Anne Claire Baumier. 

## États de service
En juin 1777, il rejoint les États-Unis et il sert dans ce pays de 1777 à 1784. Il obtient une commission de capitaine dans la légion de Pulasky (en) le 22 avril 1778, et il est blessé d'un coup de feu au siège de Savannah en 1779. Le 30 novembre 1783, il devient major de cavalerie au service des États-Unis et il est décoré de l’ordre de Cincinnatus en 1784.
De retour en France, il est nommé capitaine le 1er avril 1785, dans la légion de Maillebois et il est breveté lieutenant-colonel au service des états généraux de la Hollande le 28 mai 1788. Il obtient une commission de colonel au service de la Russie, dans un régiment de chevau-légers le 1er juin 1788, et le 1er août 1788, il devient colonel en second dans un régiment de hussards russes.
En 1790, il repasse par congé en France, il est nommé chef de brigade le 25 janvier 1791 et le 25 juillet suivant il prend le commandement du 9e régiment d’infanterie. Il est fait chevalier de Saint-Louis le 28 octobre 1791.
Il est promu maréchal de camp provisoire à l’armée des Ardennes, fin 1792, par le général Dumouriez, et il sert à Jemappes le 6 novembre suivant et à Neerwinden le 18 mars 1793. le 5 avril 1793, il émigre en Autriche avec le général Dumouriez et il obtient de la part du gouvernement autrichien, une pension de 4 000 florins comme général-major.
Le 4 décembre 1810, il est autorisé à rentrer en France. Il meurt le 24 août 1832 au Beausset. Son neveu Adolphe Segond baron de Vaublanc est son principal héritier.